# Skin (banda japonesa)

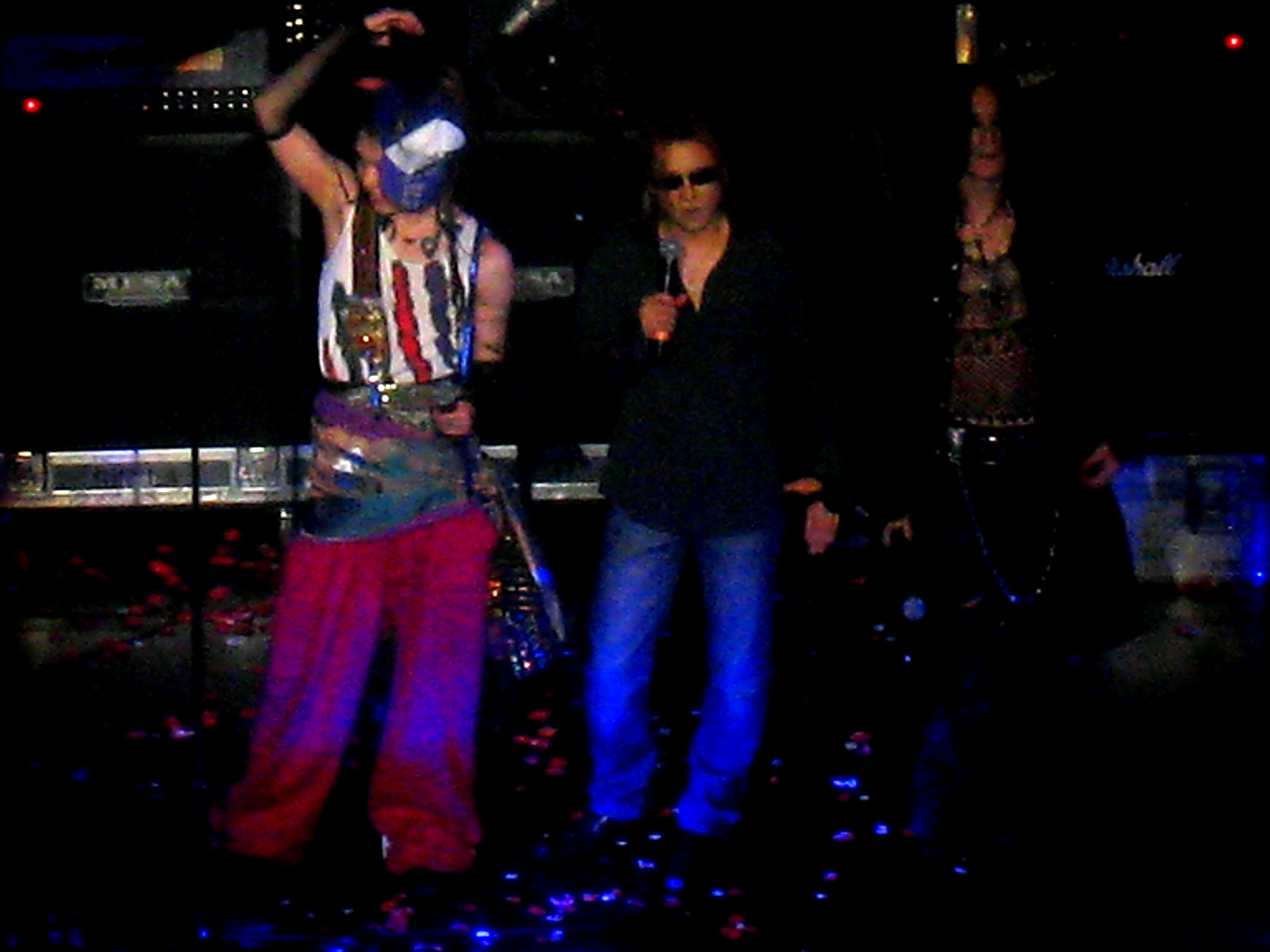
S.K.I.N en 2007.

S.K.I.N. es un supergrupo de rock japonés formado por Yoshiki, Gackt, Sugizo y Miyavi. El grupo hizo su debut ante el público el 29 de junio de 2007 en Long Beach, California seguido de un tour por los Estados Unidos y otras actuaciones. 
Anunciado el proyecto de creación en agosto de 2006 por Yoshiki y Gackt y confirmados Sugizo y miyavi  como miembros en mayo de 2007, S.K.I.N. es uno de los primeros supergrupos japoneses y pretende ser un referente en la expansión del rock japonés a nivel mundial.
En un principio, cada miembro tocará su instrumento principal no sin descartar la posibilidad de la inclusión en el grupo de un bajista o que cualquiera de los cuatro toque también el bajo. Para junio de 2007, nada respecto a material de estudio ha sido anunciado.

## Historia

### Inicios (2006 - 2007)
El 4 de agosto de 2006 Yoshiki Hayashi (X JAPAN, globe y Violet UK) anuncia en la conferencia estadounidense Otakon que prepara un proyecto con Gackt. Al día siguiente medios japoneses anuncian que el proyecto en cuestión es un supergrupo que empezaría su actividad en 2007.
El 28 de diciembre de ese mismo año Sponichi Japan anuncia que Sugizo (Luna Sea) también formará parte del grupo. Sponichi recoge además declaraciones de Gackt en las que afirma que están preparados para conquistar el mundo. Dos días más tarde Miyavi publica en su blog un vídeo donde comenta que se ha unido a un grupo de tres personas bastante mayores que él que están preparando un supergrupo.
En enero Yoshiki confirma que el supergrupo va en camino y en febrero Gackt vuelve a confirmar a Sugizo como miembro del grupo. Ese mismo mes se anuncia la vuelta de X JAPAN.
En abril Yoshiki anuncia la creación del Jrock Festival, festival en Los Ángeles con diversos grupos japoneses. Yoshiki comenta que allí se anunciará el cuarto miembro.
Finalmente, el 25 de mayo de 2007 en el Jrock Festival se anuncia Miyavi como cuarto miembro. Durante su actuación Miyavi lo confirma a los fanes y muestra un vídeo promocional del grupo. Al cabo de unos minutos Sugizo sale al escenario y anuncia el nombre del grupo, S.K.I.N. Luego, los dos tocan juntos alguna canción. Más tarde sale Yoshiki anunciando que el grupo hará su debut el 29 de junio en la Anime Expo de California y confirma que el 6 de julio estará él sólo en París en otra convención de anime.
El 27 de mayo Sponichi y Oricon anuncian que el grupo prepara su tour por Estados Unidos este verano y que en noviembre habrá una actuación en Japón. Sponichi también anuncio la intención de buscar un bajista para el grupo, pero en caso de no ser posible se dejaría el grupo con cuatro componentes teniendo todos su instrumento principal más otro con bajo.

## Miembros
- Gackt Camui (神威 楽斗 Kamui Gakuto?) - Voz
- Miyavi (雅?) - guitarra
- Yasuhiro "Sugizo" Sugihara (杉原 有音 Sugihara Yasuhiro?) - guitarra
- Yoshiki Hayashi (林佳樹 Hayashi Yoshiki?) – batería and piano